# Eriochloa aristata
Eriochloa aristata är en gräsart som beskrevs av George Vasey. Eriochloa aristata ingår i släktet Eriochloa och familjen gräs. Inga underarter finns listade i Catalogue of Life.